# Unité de propulsion d'astronaute

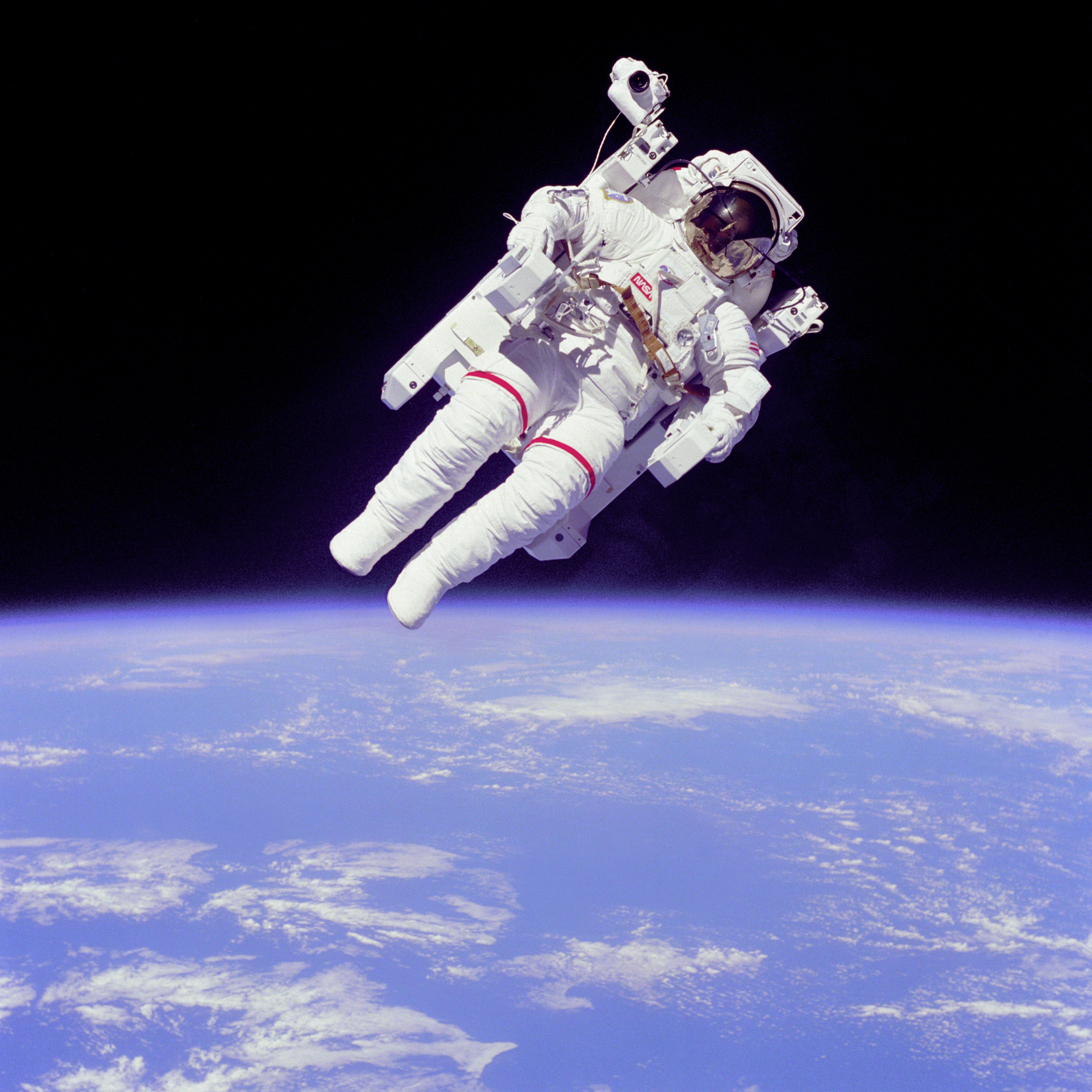
Bruce McCandless II utilisant une unité de propulsion d'astronaute : la Manned Maneuvering Unit (MMU).

Une unité de propulsion d'astronaute (en anglais : astronaut propulsion unit) est utilisé par un astronaute pour se mouvoir lors d'une sortie extravéhiculaire, lorsque les mains-courantes fixées sur le vaisseau ne suffisent pas.
La première unité de propulsion d'astronautes est la Hand-Held Maneuvering Unit (en) (« unité de manœuvre portable », HHMU) utilisée lors de Gemini 4.

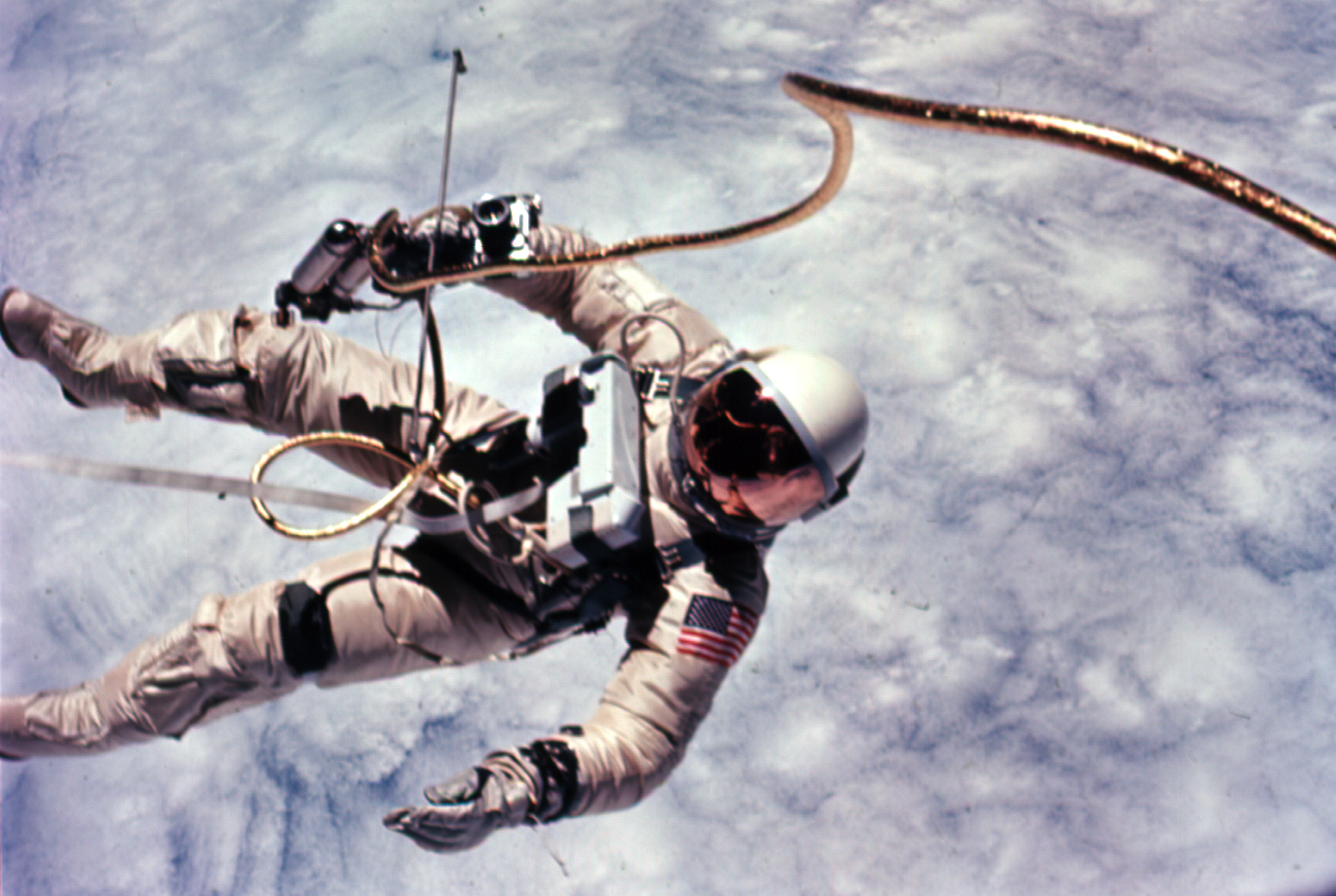
White utilisant une Hand-Held Maneuvering Unit (en) sur Gemini 4 (1965).
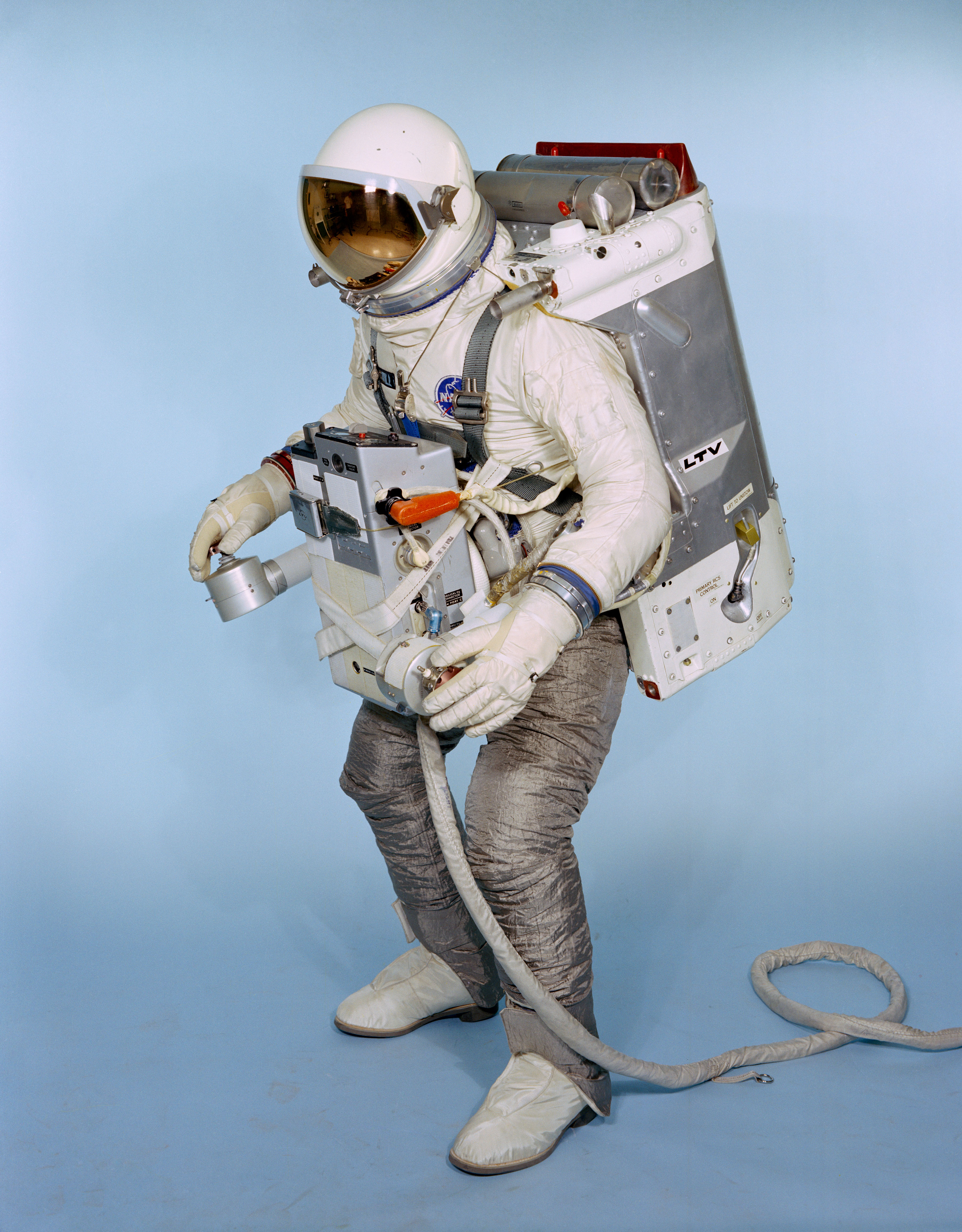
L'Astronaut Maneuvering Unit de l'United States Air Force (USAF), qui devait être testé par Cernan sur Gemini 9 (1966)
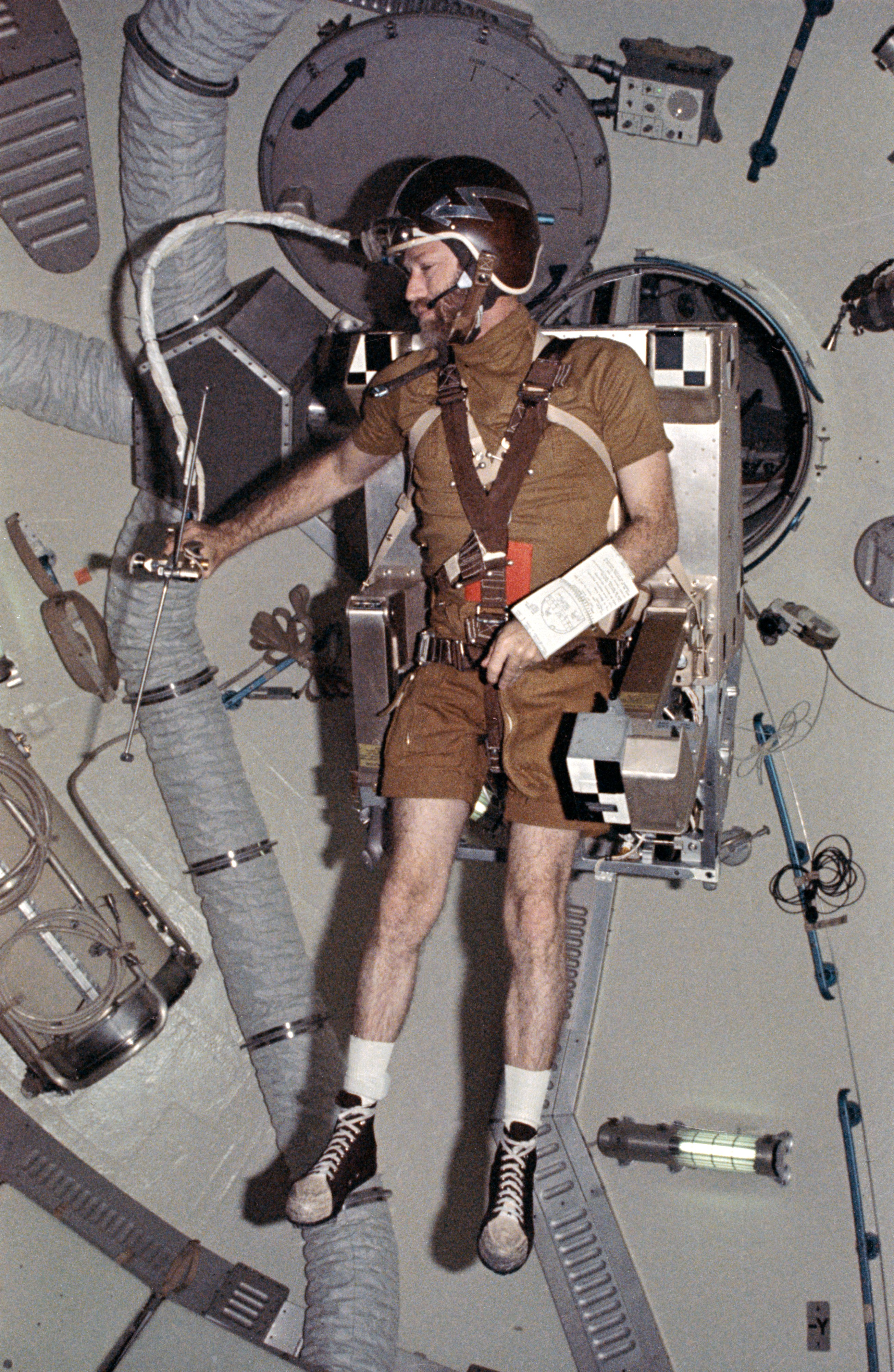
L'ASMU essayé par Bean puis Carr dans l'atelier orbital du Skylab (1973).
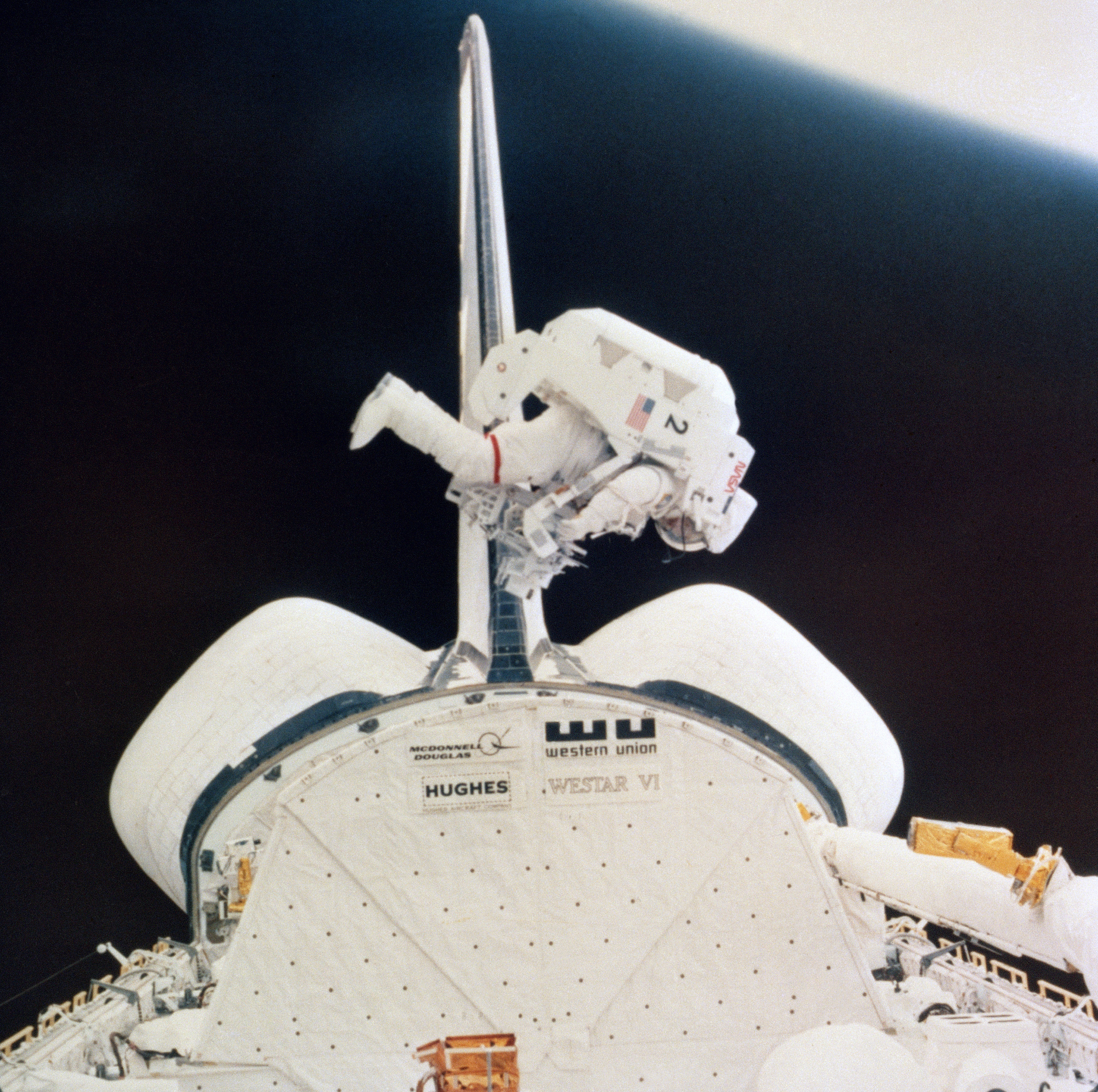
Le Manned Maneuvering Unit (MMU), testé par McCandless puis Stewart lors d'un vol de navette spatiale (1984)
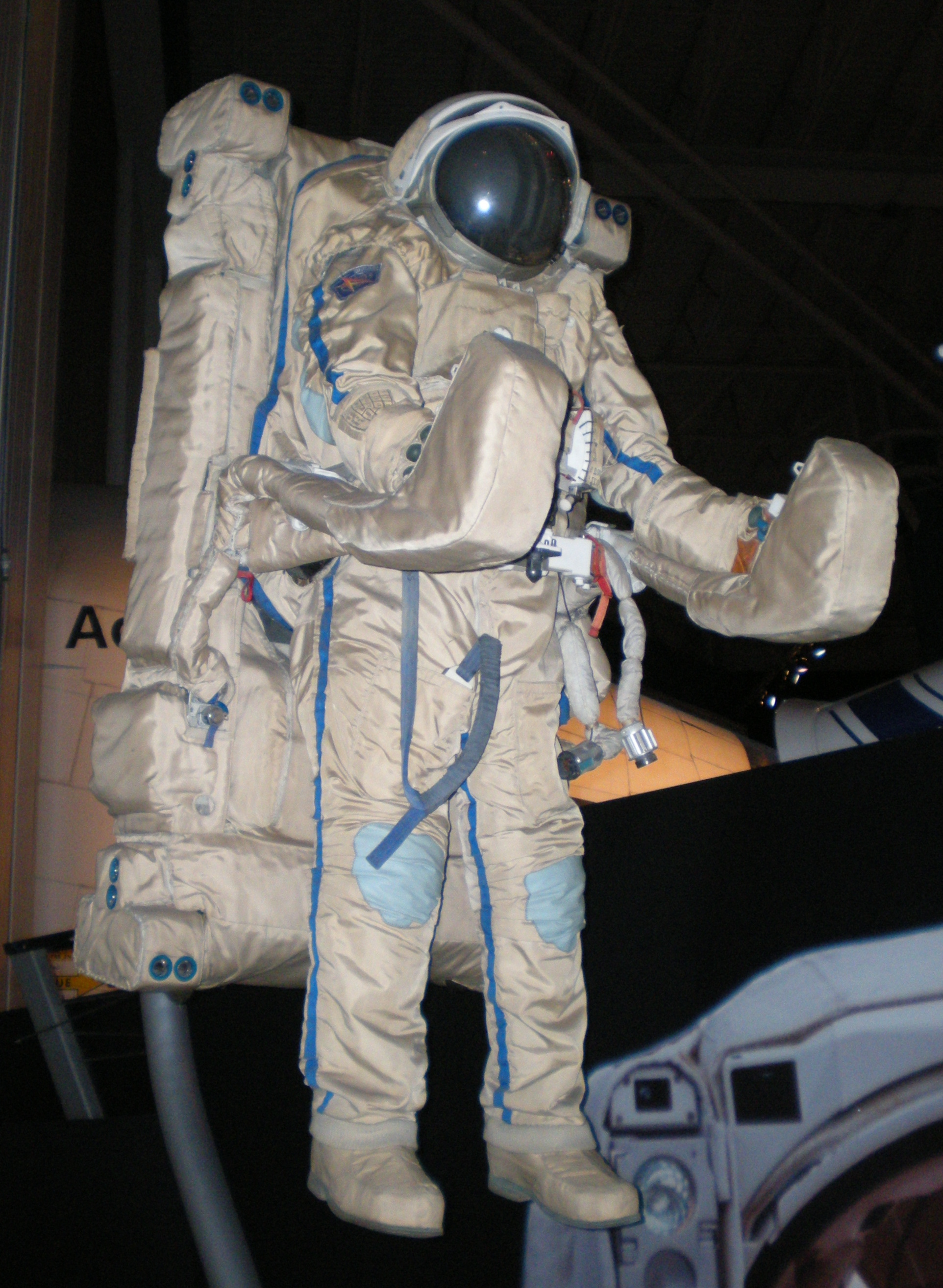
Le PSK, équivalent soviétique du MMU, testé par Serebrov puis par Viktorenko sur Soyouz TM-8 (1990)
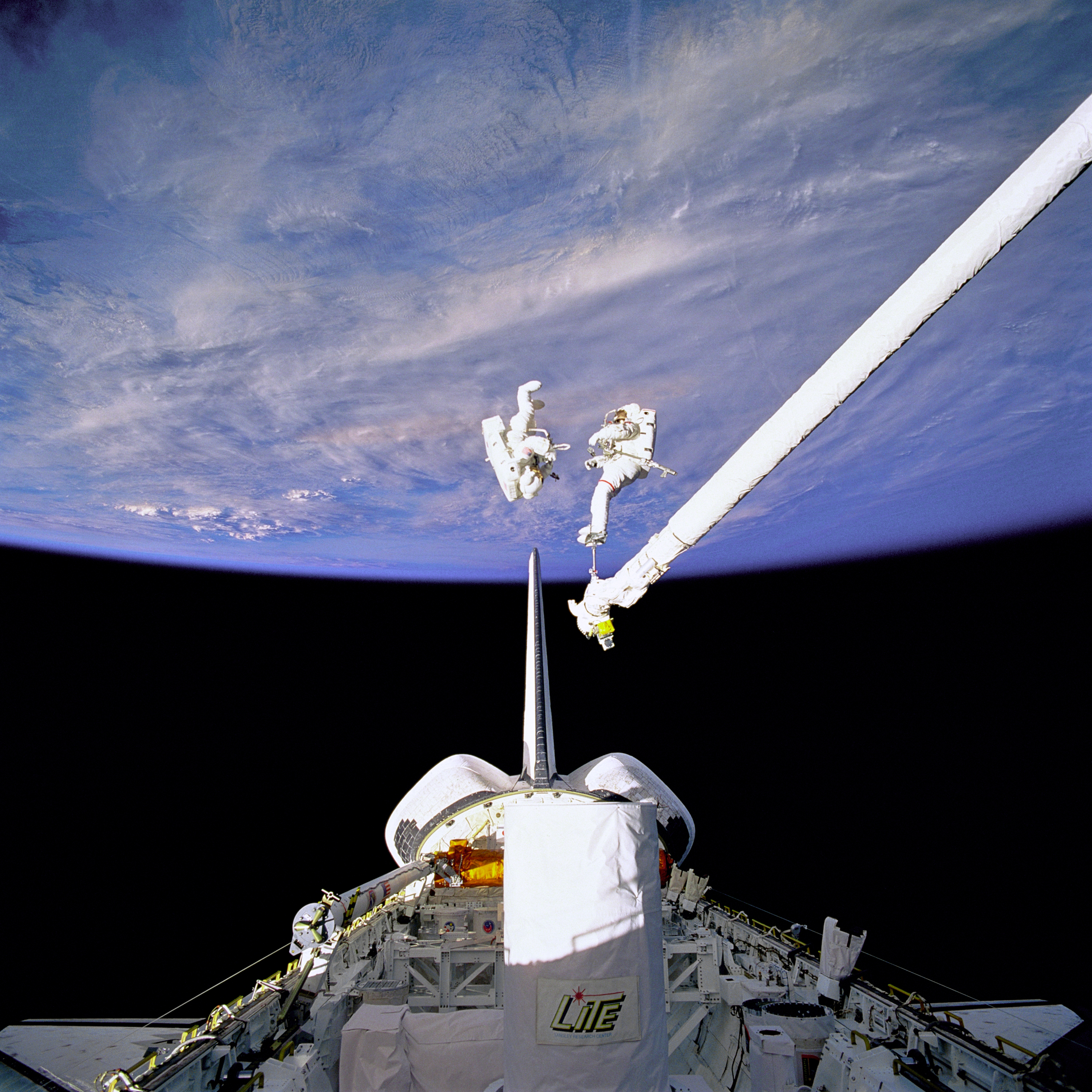
Le Safer, testé pour la première fois par Lee et Meade (1994).